# Zotero
Zotero /zoʊˈtɛroʊ/ è un software per la gestione di riferimenti bibliografici e dei materiali a essi correlati (ad esempio file in formato PDF), libero e open source. Tra le sue principali caratteristiche vi sono l'integrazione all'interno dei più famosi web browser ed editor di testo, la sincronizzazione on-line delle bibliografie, la generazione automatica di citazioni, note e bibliografie. È sviluppato dal Roy Rosenzweig Center for History and New Media (RRCHNM) della George Mason University. Il nome "Zotero" deriva dal verbo albanese zotëroj, che significa "padroneggiare".

## Caratteristiche
Zotero, grazie a una estensione per Mozilla Firefox, Google Chrome e Safari, mostra un'icona quando una risorsa (libri, articoli, tesi, immagini, voci di Wikipedia...) è visualizzata in numerosi siti web (come cataloghi di biblioteche, archivi online, depositi di articoli scientifici, siti di editori). Cliccando su questa icona Zotero salva nella propria libreria tutti i metadati presenti sulla pagina in relazione alla risorsa visualizzata. Zotero può anche salvare una copia della pagina web o, nel caso di articoli accademici a cui l'utente abbia accesso, una copia dell'intero testo in formato PDF. L'utente può quindi aggiungere agli elementi salvati note, tag, allegati e nuovi metadati.
Gli oggetti sono organizzati all'interno di un'interfaccia drag and drop, simile a quella di iTunes, e possono essere cercati grazie all'apposita barra di ricerca. Selezioni della libreria possono successivamente essere esportate come bibliografie formattate. Inoltre, ogni voce contenente informazioni bibliografiche e note in formato rich text degli articoli selezionati possono essere riassunte in un report HTML.
Zotero, al pari di software analoghi come Mendeley, "legge" i metadati di una risorsa grazie a OpenURL COinS (ContextObjects in Spans), un metodo per inserire metadati all'interno del codice HTML. Importanti database italiani che fanno uso di COinS e i cui metadati sono dunque automaticamente importabili in Zotero comprendono il catalogo online del Servizio Bibliotecario Nazionale, Wikipedia in lingua italiana, Wikisource in lingua italiana. Tra i più importanti database internazionali si contano, per citare solo pochi esempi, Internet Archive, WorldCat, Jstor, YouTube, Google Books. 

### Formattazione delle citazioni
Gli utenti di Zotero possono generare citazioni e bibliografie degli oggetti in libreria tramite l'estensione negli editor di testo, o direttamente in Zotero, scegliendo tra i linguaggi di citazione appositi. Gli stili della maggior parte delle riviste accademiche in lingua inglese sono disponibili in Zotero, e si possono cambiare gli stili delle bibliografie con pochi click. Zotero permette inoltre agli utenti di creare il proprio stile di citazione e bibliografico.
Zotero può importare ed esportare citazioni da e verso molti formati, inclusi i templates di citazione di Wikipedia, BibTeX, BibLateX, RefWorks, MODS, COinS, Citation Style Language/JSON, refer/BibIX, RIS, TEI, RDF, Evernote ed EndNote.

### Servizi online
Il sito di Zotero permette la creazione di un account personale gratuito. Inserendo le proprie credenziali all'interno del software l'utente potrà salvare i propri dati (compresi eventuali allegati) sui server di Zotero, rendendoli disponibili per la consultazione da qualsiasi browser. Il servizio di cloud storage è gratuito fino a 300 mega.
Gli utenti registrati possono scegliere di rendere pubbliche le proprie bibliografie, creare gruppi di interesse sul sito di Zotero e seguire le bibliografie inserite da altri. 

### Supporto e lingue
Zotero non ha un servizio di supporto utenti dedicato ma il sito web fornisce direzioni dettagliate nella forma di screencast di istruzioni, suggerimenti per la risoluzione di problemi, liste di problemi conosciuti e un forum utenti. Domande e segnalazioni di problemi trovano risposta con soluzioni suggerite dagli sviluppatori e dagli utenti. Numerosi istituti accademici forniscono corsi base di Zotero ai propri membri e ai propri studenti. Zotero, al 2018, supporta più di trenta lingue.

## Storia

### Zotero 1.0
La prima versione di Zotero, 1.0.0b2.r1 è uscita nell'ottobre del 2006 come add-on del browser Firefox. Lo sviluppo di Zotero 1.0.x continua fino al maggio 2009, quando è uscito Zotero 1.0.10.

### La causa con EndNote
Nel 2008 Thomson Reuters fece causa allo stato della Virginia e alla George Mason University, sostenendo che gli sviluppatori di Zotero avevano violato i termini di servizio di EndNote, dando a Zotero la possibilità di convertire gli stili di citazione proprietari .ens in stili CSL (Citation Style Language). La George Mason University rispose che non avrebbe rinnovato la propria licenza EndNote e che "qualsiasi cosa creata dagli utenti di Zotero appartiene a tali utenti e il passaggio da un software all'altro dovrebbe essere il più semplice possibile". Un editoriale della rivista Nature in commento alla vicenda sosteneva che "vale la pena riaffermare i valori dell'interoperabilità e della facilità di scambio dei dati tra ricercatori. Si pensi ad esempio se i files Microsoft Word o Excel potessero essere aperti e salvati solo in questi formati proprietari. Sarebbe impossibile per OpenOffice e software analogo leggere e aprire i documenti usando standard aperti - come fanno ora legalmente". Il caso fu chiuso il 4 giugno 2009 per mancanza di competenza giuridica.

### Zotero 2.0 e Zotero Standalone
Zotero 2.0, pubblicato nel febbraio 2010 sotto licenza GPLv3, aggiunge al software molte funzionalità online, come la sincronizzazione dei metadati e dei files e la possibilità di creare biblioteche condivise. Zotero 2.1, uscito un anno dopo, aggiunge il supporto per il CSL 1.0, la compatibilità con Firefox 4 e Zotero Commons, uno strumento per caricare materiali su Internet Archive. Sempre nel 2011 il RRCHNM pubblica Zotero Standalone, un software per Windows e MacOS che può funzionare indipendentemente da Firefox e che può essere integrato in Chrome e Safari attraverso connettori.

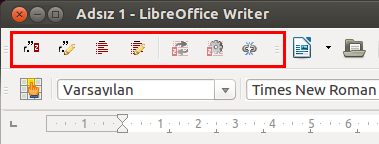
Zotero integrato in LibreOffice

### Zotero 3.0
Zotero 3.0 esce nel gennaio 2012 con svariate nuove funzioni, ivi incluse una maggiore integrazione con Word e OpenOffice e il rilevamento automatico di oggetti duplicati. Con la versione 3.0 sono introdotti anche i bookmarklet per browser Android e iOS, che permettono di salvare i riferimenti bibliografici su dispositivi mobili.

### Zotero 4.0
Uscito nell'aprile 2013, Zotero 4.0 include nuove funzionalità come le abbreviazioni automatiche dei nomi delle riviste, il download automatico dei PDF per lo Standalone, miglioramenti nell'interfaccia del plugin di Firefox, tag colorate e possibilità di sincronizzare i files nei tempi desiderati.

### Zotero 5.0
Zotero 5.0 segna l'abbandono del plugin di Firefox, sostituito da un connettore che collega il browser a Zotero Standalone. La scelta è legata all'abbandono da parte di Mozilla del framework per le estensioni sul quale Zotero era basato. Con la versione 5.0, uscita nel luglio 2017, si vedono miglioramenti nei connettori per Chrome e Safari e nuove funzioni legate al riconoscimento automatico dei metadati dei PDF.